# Малеины
Малеины (греч. Μαλεΐνος) — византийская аристократическая семья греческого происхождения, впервые появляющаяся в IX веке, которая стала одним из самых важных и могущественных членов малоазийской аристократии (динатов) в X в. и давшая многих полководцев для византийской армии. После того, как её богатство и власть были разрушены византийским императором Василием II, пришла в упадок, хотя её члены появляются в Малой Азии и на Балканах на протяжении XI—XII вв.

## История
Семья греческого происхождения впервые появляется во второй половине IX в.. Было высказано предположение, что название фамилии происходит от места Малагины в Вифинии, однако её основные поместья и опора власти находились в феме Харсиан в Каппадокии.
Первым известным членом семьи был полководец Никифор Малеинос, который в 866 году подавил восстание родственника недавно убитого кесаря Варды дромологофета Симбатия. Упоминаемый позже в этом столетии патрикий и полководец Евстафий Малеин вероятно, был братом или сыном Никифора. Сын Евстафия Евдоким женился на дочери патрикия Адралеста, который был связан браком с императором Романом I Лакапином.
У Евдокима было семеро детей, самыми известными из которых были Константин и Михаил. Константин был генералом и многолетним стратегом фемы Каппадокии в середине X в, участвовавшим в нескольких походах против арабов. Михаил стал монахом в юном возрасте и добился большой известности как наставник Афанасия Афонского и духовным советник его племянников — братьев Никифора и Льва Фок. Лев Малеин, предположительно сын Никифора или Константина Малеина, участвовал в битвах против арабов в Сирии и был убит в 953 г. в битве при Мараше.
Благодаря связям с могущественной семьёй Фок к 950-м годам Малеины зарекомендовали себя как одна из ведущих малоазийских семей и накопили огромное богатство. Согласно арабским источникам, одно из их поместий занимало площадь в 115 км². и простиралось непрерывно от Клавдиополя в Вифинии до реки Сангариус. Ведущим представителем семьи в конце X в. был сын Константина, магистр Евстафий Малеин. Ведущий полководец при Иоанне I Цимисхии и в первые годы правления императора Василия II, он участвовал в аристократическом восстании 987 г. Варды Фоки Младшего. После смерти Фоки в 989 г. был заключен в свои поместья, через несколько лет император удалил его в Константинополь и конфисковал его богатство после смерти.
После этого удара Малеины уже не имели прежнюю силу. Члены семьи упоминаются в печатях официальных лиц (с относительно высокими титулами, такими как патрикий и проедрос) и литературных или юридических источниках XI—XII вв., которые также документируют жившую в Македонии ветвь династии, что скорее всего связано с завоеванием Каппадокии турками-сельджуками в конце XI в. Характер и редкость этих упоминаний демонстрируют потерю кланом какой-либо политической власти: Стефан Малеин был землевладельцем недалеко от Фессалоники в 1084 г., а другой Малеин (человек незнатного рода, судьбой незамечательный и никакими подвигами не прославившийся) поддержал мятеж Алексея Комнина против императора Андроника I век спустя. Иных упоминаний семьи в будущем не найдено.
Со 2-й пол. X в. и до XII в. известны жившие в южной Италии и особенно в Калабрии Малеины, которые служили солдатами, администраторами или церковниками. Их связь с анатолийскими Малеинами неизвестна.